# Campionato di Formula Regional Oceania 2025
Il Campionato di Formula Regional Oceania 2025 è stata la terza stagione della Formula Regional Oceania, in precedenza il campionato era noto come la Toyota Racing Series, arrivato alla ventesima edizione. La serie, rinominata diventa un campionato Regional completamente certificato FIA. La serie viene come in passato finanziata dalla Toyota e da Castrol.
Per la seconda volta nella storia del campionato, dopo la scorsa edizione, il pilota australiano o neozelandese che ha raccolto più punti dopo le prime due prove del campionato viene premiato con la vittoria della Tasman Cup, precedentemente valida nel campionato Australian S5000 Championship. Il premio è stato vinto dal neozelandese Zack Scoular.
La vittoria del Campionato piloti è andata, con due gare di anticipo, al pilota britannico della M2 Competition Arvid Lindblad, mentre la Rookie Cup è andata al neozelandese Zack Scoular, su MTEC Motorsport.

## Calendario
Tutte le gare si svolgono in Nuova Zelanda, con il calendario della stagione che è stato svelato il 4 settembre 2024, con il Taupo Motorsport Park di Taupo come tappa inaugurale l'11 gennaio ed il Highlands Motorsport Park di Cromwell come ultimo appuntamento il 9 febbraio.
| Round | Round | Circuito                                     | Data        | Eventi di supporto                                                                                               |
| ----- | ----- | -------------------------------------------- | ----------- | --- |
| 1     | G1    | Taupo International Motorsport Park, Taupo   | 11 gennaio  | Formula Atlantic NZ Historic F5000 Tasman Cup Revival Historic Saloons, Sports and GTs Taupo Historic Grand Prix |
| 1     | G2    | Taupo International Motorsport Park, Taupo   | 12 gennaio  | Formula Atlantic NZ Historic F5000 Tasman Cup Revival Historic Saloons, Sports and GTs Taupo Historic Grand Prix |
| 1     | G3    | Taupo International Motorsport Park, Taupo   | 12 gennaio  | Formula Atlantic NZ Historic F5000 Tasman Cup Revival Historic Saloons, Sports and GTs Taupo Historic Grand Prix |
| 2     | G1    | Hampton Downs Motorsport Park, Hampton Downs | 18 gennaio  | GT New Zealand Championship Super V8 Series TA2 New Zealand Toyota GR 86 Championship                            |
| 2     | G2    | Hampton Downs Motorsport Park, Hampton Downs | 19 gennaio  | GT New Zealand Championship Super V8 Series TA2 New Zealand Toyota GR 86 Championship                            |
| 2     | G3    | Hampton Downs Motorsport Park, Hampton Downs | 19 gennaio  | GT New Zealand Championship Super V8 Series TA2 New Zealand Toyota GR 86 Championship                            |
| 3     | G1    | Manfield Autocorse, Feilding                 | 25 gennaio  | |
| 3     | G2    | Manfield Autocorse, Feilding                 | 26 gennaio  | |
| 3     | G3    | Manfield Autocorse, Feilding                 | 26 gennaio  | |
| 4     | G1    | Teretonga Park, Invercargill                 | 1º febbraio | Toyota GR 86 Championship                                                                                        |
| 4     | G2    | Teretonga Park, Invercargill                 | 2 febbraio  | Toyota GR 86 Championship                                                                                        |
| 4     | G3    | Teretonga Park, Invercargill                 | 2 febbraio  | Toyota GR 86 Championship                                                                                        |
| 5     | G1    | Highlands Motorsport Park, Cromwell          | 8 febbraio  | Gran Premio della Nuova Zelanda Toyota GR 86 Championship                                                        |
| 5     | G2    | Highlands Motorsport Park, Cromwell          | 9 febbraio  | Gran Premio della Nuova Zelanda Toyota GR 86 Championship                                                        |
| 5     | G3    | Highlands Motorsport Park, Cromwell          | 9 febbraio  | Gran Premio della Nuova Zelanda Toyota GR 86 Championship                                                        |

## Team e piloti
Tutti i piloti utilizzano la vettura: Tatuus FT-60 alimentata dai motori Toyota, turbocompressi da 2.0L. Dalla stagione precedente sono cambiate le gomme in gara, passate da Hankook a Pirelli. Inoltre, tutte le vetture utilizzeranno carburante al 100% senza combustibili fossili, diventando il primo campionato della Formula Regional a farlo.
| Team             | #  | Piloti               | Stato | Gare   |
| ---------------- | -- | -------------------- | ----- | ------ |
| M2 Competition   | 4  | Arvid Lindblad       |       | Tutti  |
| M2 Competition   | 8  | Matías Zagazeta      |       | Tutti  |
| M2 Competition   | 17 | Nikita Johnson       |       | Tutti  |
| M2 Competition   | 23 | Michael Shin         |       | Tutti  |
| M2 Competition   | 69 | Sebastian Manson     |       | Tutti  |
| M2 Competition   | 77 | Enzo Yeh             | R     | Tutti  |
| MTEC Motosport   | 3  | Zack Scoular         | R     | Tutti  |
| MTEC Motosport   | 5  | Patrick Heuzenroeder |       | Tutti  |
| MTEC Motosport   | 9  | Nicholas Monteiro    |       | Tutti  |
| MTEC Motosport   | 14 | Josh Pierson         |       | 1-4    |
| MTEC Motosport   | 32 | Shawn Rashid         |       | Tutti  |
| MTEC Motosport   | 93 | Broc Feeney          |       | 5      |
| Kiwi Motorsport  | 15 | Nicolas Stati        | R     | Tutti  |
| Kiwi Motorsport  | 22 | Jett Bowling         |       | Tutti  |
| Kiwi Motorsport  | 88 | James Lawley         |       | Tutti  |
| Giles Motorsport | 13 | Barrett Wolfe        | R     | Tutti  |
| Giles Motorsport | 16 | Tommy Smith          |       | 3-4    |
| Giles Motorsport | 41 | Alex Crosbie         |       | Tutti  |
| Giles Motorsport | 87 | Will Brown           |       | 1-2, 5 |

## Risultati
| Gara | Gara | Circuito                            | Data        | Pole Position        | Giro veloce          | Vincitore            | Team vincente    | Note   |
| ---- | ---- | ----------------------------------- | ----------- | -------------------- | -------------------- | -------------------- | ---------------- | ------ |
| 1    | G1   | Taupo International Motorsport Park | 11 gennaio  | Zack Scoular         | Zack Scoular         | Zack Scoular         | MTEC Motorsport  | [ 26 ] |
| 1    | G2   | Taupo International Motorsport Park | 12 gennaio  |                      | Michael Shin         | Matías Zagazeta      | M2 Competition   | [ 27 ] |
| 1    | G3   | Taupo International Motorsport Park | 12 gennaio  | Arvid Lindblad       | Will Brown           | Arvid Lindblad       | M2 Competition   | [ 28 ] |
| 2    | G4   | Hampton Downs Motorsport Park       | 18 gennaio  | Arvid Lindblad       | Josh Pierson         | Arvid Lindblad       | M2 Competition   | [ 29 ] |
| 2    | G5   | Hampton Downs Motorsport Park       | 19 gennaio  |                      | Arvid Lindblad       | Sebastian Manson     | M2 Competition   | [ 30 ] |
| 2    | G6   | Hampton Downs Motorsport Park       | 19 gennaio  | Arvid Lindblad       | Arvid Lindblad       | Arvid Lindblad       | M2 Competition   | [ 31 ] |
| 3    | G7   | Manfield Autocorse                  | 25 gennaio  | Arvid Lindblad       | Arvid Lindblad       | Arvid Lindblad       | M2 Competition   | [ 32 ] |
| 3    | G8   | Manfield Autocorse                  | 26 gennaio  |                      | Zack Scoular         | Zack Scoular         | MTEC Motorsport  | [ 33 ] |
| 3    | G9   | Manfield Autocorse                  | 26 gennaio  | Arvid Lindblad       | Arvid Lindblad       | Arvid Lindblad       | M2 Competition   | [ 34 ] |
| 4    | G10  | Teretonga Park Park                 | 1º febbraio | Arvid Lindblad       | Arvid Lindblad       | Matías Zagazeta      | M2 Competition   | [ 35 ] |
| 4    | G11  | Teretonga Park Park                 | 2 febbraio  |                      | Josh Pierson         | Sebastian Manson     | M2 Competition   | [ 36 ] |
| 4    | G12  | Teretonga Park Park                 | 2 febbraio  | Matías Zagazeta      | Arvid Lindblad       | Arvid Lindblad       | M2 Competition   | [ 37 ] |
| 5    | G13  | Highlands Motorsport Park           | 8 febbraio  | Patrick Heuzenroeder | Patrick Heuzenroeder | Patrick Heuzenroeder | MTEC Motorsport  | [ 38 ] |
| 5    | G14  | Highlands Motorsport Park           | 9 febbraio  |                      | Nikita Johnson       | Nikita Johnson       | M2 Competition   | [ 39 ] |
| 5    | G15  | Highlands Motorsport Park           | 9 febbraio  | Broc Feeney          | Matías Zagazeta      | Will Brown           | Giles Motorsport | [ 40 ] |

## Classifiche

### Format
Il campionato sarà composto da cinque appuntamenti di seguito, che terranno impegnati i piloti per quattro giorni alla settimana (dal giovedì alla domenica), totalizzando, al termine del campionato, circa 3.500 chilometri a bordo delle vetture. La struttura del weekend è formata da due sessioni di test da 30 minuti ciascuna al giovedì, tre sessioni di prove libere anche queste da 30 minuti l'una al venerdì, al sabato 15 minuti di Qualifica 1 che va a determinare la griglia di Gara 1, lunga 75 chilometri. Alla domenica le Qualifiche 2 e, successivamente, Gara 2, anche questa con la stessa distanza della prima e con l'inversione delle prime otto posizione. Poi Gara 3 con la griglia stabilita dalle qualifiche, lunga 90 chilometri.

### Sistema di punteggio
Il sistema di punteggio rimane invariato rispetto alla scorsa stagione.
| Gara       | Posizione, Punti | Posizione, Punti | Posizione, Punti | Posizione, Punti | Posizione, Punti | Posizione, Punti | Posizione, Punti | Posizione, Punti | Posizione, Punti | Posizione, Punti | Posizione, Punti | Posizione, Punti | Posizione, Punti | Posizione, Punti | Posizione, Punti | Posizione, Punti | Posizione, Punti | Posizione, Punti | Posizione, Punti | Posizione, Punti |
| ---------- | ---------------- | ---------------- | ---------------- | ---------------- | ---------------- | ---------------- | ---------------- | ---------------- | ---------------- | ---------------- | ---------------- | ---------------- | ---------------- | ---------------- | ---------------- | ---------------- | ---------------- | ---------------- | ---------------- | ---------------- |
| Gara       | 1°               | 2°               | 3°               | 4°               | 5°               | 6°               | 7°               | 8°               | 9°               | 10°              | 11°              | 12°              | 13°              | 14°              | 15°              | 16°              | 17°              | 18°              | 19°              | 20°              |
| Gara 1 e 3 | 35               | 31               | 27               | 24               | 22               | 20               | 18               | 16               | 14               | 12               | 10               | 9                | 8                | 7                | 6                | 5                | 4                | 3                | 2                | 1                |
| Gara 2     | 20               | 18               | 16               | 14               | 12               | 10               | 9                | 8                | 7                | 6                | 5                | 4                | 3                | 2                | 1                |                  |                  |                  |                  |                  |

### Classifica piloti
| Pos | Piloti                  | TAU             | TAU                 | TAU          | HDM         | HDM                                             | HDM | MAN | MAN | MAN | TER | TER | TER | HMP | HMP | HMP | Punti |
| --- | ----------------------- | --------------- | ------------------- | ------------ | ----------- | ----------------------------------------------- | --- | --- | --- | --- | --- | --- | --- | --- | --- | --- | ----- |
| 1 | Arvid Lindblad          | 3               | 3                   | 1            | 1           | 3                                               | 1   | 1   | 14  | 1   | 2   | 6   | 1   | 2   | Rit | 3   | 370   |
| 2 | Zack Scoular R          | 1               | 10                  | 3            | 2           | 7                                               | 2   | 8   | 1   | 8   | 5   | 2   | 8   | 5   | 4   | 2   | 314   |
| 3 | Nikita Johnson          | 4               | 5                   | 5            | 8           | 2                                               | 4   | 2   | 2   | 2   | 3   | 8   | 5   | 8   | 1   | 8   | 305   |
| 4 | Patrick Heuzenroeder    | 9               | 8                   | 4            | 5           | 4                                               | 6   | 3   | 7   | 3   | 4   | 3   | 4   | 1   | Rit | Rit | 264   |
| 5 | Matías Zagazeta         | 5               | 1                   | 2            | 16          | 11                                              | 5   | 12  | 13  | 5   | 1   | 7   | 3   | 4   | 6   | Rit | 244   |
| 6 | Sebastian Manson        | 10              | 7                   | 9            | 7           | 1                                               | 10  | 6   | Rit | 4   | 7   | 1   | 7   | 9   | 5   | 9   | 225   |
| 7 | Josh Pierson            | 8               | 2                   | 6            | 4           | 6                                               | 3   | 5   | 3   | 9   | 6   | 5   | 6   |     |     |     | 219   |
| 8 | Michael Shin            | 6               | 6                   | 7            | 9           | 6                                               | 7   | 11  | 15  | 10  | Rit | 9   | 2   | 3   | Rit | 9   | 197   |
| 9 | Shawn Rashid            | 15              | 13                  | 10           | 6           | 8                                               | 9   | 13  | 8   | 11  | 14  | 13  | 11  | 6   | 3   | 4   | 169   |
| 10 | Will Brown              | 2               | 9                   | 8            | 3           | 5                                               | 8   |     |     |     |     |     |     | 11  | 12  | 1   | 158   |
| 11 | Enzo Yeh R              | 7               | 4                   | 16           | 13          | 13                                              | 11  | 14  | 4   | 6   | 8   | 4   | 14  | 13  | 11  | Rit | 149   |
| 12 | Nicholas Monteiro       | 12              | 11                  | 13           | SQ          | 14                                              | 14  | 9   | 5   | 13  | 11  | 12  | 13  | 7   | 2   | 12  | 132   |
| 13 | Alex Crosbie            | 11              | 15                  | 11           | 10          | SQ                                              | 12  | 7   | 16  | 15  | 10  | 10  | 10  | 16  | 10  | 10  | 119   |
| 14 | Nicolas Stati R         | 13              | Rit                 | 14           | 12          | 12                                              | 13  | 10  | 10  | 14  | 12  | Rit | 12  | 14  | 7   | 11  | 105   |
| 15 | Jett Bowling            | 14              | 12                  | 12           | 11          | 10                                              | 15  | 15  | 9   | 12  | 13  | Rit | Rit | 12  | 14  | 7   | 101   |
| 16 | Tommy Smith             |                 |                     |              |             |                                                 |     | 4   | 6   | 7   | 9   | 11  | 9   |     |     |     | 85    |
| 17 | Barrett Wolfe R         | 16              | 14                  | 15           | 14          | 15                                              | 17  | 17  | 12  | 16  | 15  | 14  | 16  | 17  | 9   | 13  | 70    |
| 18 | James Lawley            | 17              | 16                  | 17           | 15          | SQ                                              | 16  | 16  | 11  | Rit | 16  | Rit | 15  | 15  | 8   | Rit | 54    |
| 19 | Broc Feeney             |                 |                     |              |             |                                                 |     |     |     |     |     |     |     | 10  | 13  | 6   | 35    |
| Pos | Piloti                  | TAU             | TAU                 | TAU          | HDM         | HDM                                             | HDM | MAN | MAN | MAN | TER | TER | TER | HMP | HMP | HMP | Punti |
| \| Legenda \| 1º posto \| 2º posto \| 3º posto \| A punti \| Senza punti \| Grassetto=Pole position Corsivo=Giro più veloce \| \| Legenda \| Solo prove/Terzo pilota \| Non qualificato \| Ritirato/Non class. \| Squalificato \| Non partito \| Grassetto=Pole position Corsivo=Giro più veloce \| |                         |                 |                     |              |             |                                                 |     |     |     |     |     |     |     |     |     |     |       |
| Legenda | 1º posto                | 2º posto        | 3º posto            | A punti      | Senza punti | Grassetto=Pole position Corsivo=Giro più veloce |     |     |     |     |     |     |     |     |     |     |       |
| Legenda | Solo prove/Terzo pilota | Non qualificato | Ritirato/Non class. | Squalificato | Non partito | Grassetto=Pole position Corsivo=Giro più veloce |     |     |     |     |     |     |     |     |     |     |       |